# Benildo Sousa Cavada
Benildo Sousa Cavada (12 de dezembro de 1953) é um pesquisador brasileiro, membro titular da Academia Brasileira de Ciências na área de Ciências Agrárias desde 3 de maio de 2011. É professor da Universidade Federal do Ceará.
Foi condecorado na Ordem Nacional do Mérito Científico.